# Luis Eduardo Arigón Castel
Luis Eduardo Arigón Castel (18 de febrero de 1926 - desaparecido el 14 de junio de 1977) fue un sindicalista y militante del Partido Comunista uruguayo detenido desaparecido durante la última dictadura cívico militar en Uruguay.

## Biografía
Estaba casado y tenía dos hijas. Era empleado de la librería Heber Saldivia en la Galería del Notariado y traductor en el Internacional Book Service. Estaba afiliado al Partido Comunista del Uruguay y tenía actividad como sindicalista en la Federación Uruguaya de Empleados del Comercio e Industria.
El 1 de mayo de 1977, Arigón fue detenido por el Departamento 6 de la Dirección Nacional de Información e Inteligencia (DNII) en el marco de un operativo represivo que pretendía el desmantelamiento de la agrupación del Partido Comunista que funcionaba en UTE e interrogado por su vinculación con Omar Tassino. El 4 de mayo de ese mismo año fue puesto en libertad lo que lo obligó a seguir sus actividades en la clandestinidad y utilizando el seudónimo Ignacio.

## Circunstancias de su secuestro
El 14 de junio de 1977 es detenido en un operativo que allanó la casa de la familia Arigón donde fue secuestrado y trasladado a La Tablada (centro clandestino de detención y tortura) en donde, según lo atestiguado en diferentes denuncias y comisiones de investigación, fue torturado y recluido cerca de cuarenta días.
Este secuestro fue en el marco de una operación para desarticular el ala sindicalista del Partido Comunista del Uruguay y de donde también resultaron secuestrados Óscar José Baliñas Arias, Óscar Tassino Asteazú y asesinado Humberto Pascaretta Correa.

## Desaparición forzada
La Comisión para la Paz, en su informe de 2003, considera confirmada la desaparición forzada de Luis Eduardo Arigón y concluye que su muerte se produce a raíz de las sistemáticas torturas recibidas desde su detención el día 15 de junio de 1977.
El 30 de julio de 2024, el Grupo de Investigación en Antropología Forense halló restos óseos en el predio del Batallón 14 y, el 24 de setiembre de 2024, se informó que los mismos pertenecen a Luis Eduardo Arigón. Los antropólogos informaron que se identificaron fracturas producidas por impacto con objeto contundente sobre la víctima en actitud de defensa, protegiendo su cara o cráneo, y fracturas en el tórax que permiten establecer o sugieren que son producto de impactos contundentes, considerando posible que la multiplicidad de lastimaduras y su ubicación haya contribuido con la causa de la muerte.

## Homenaje

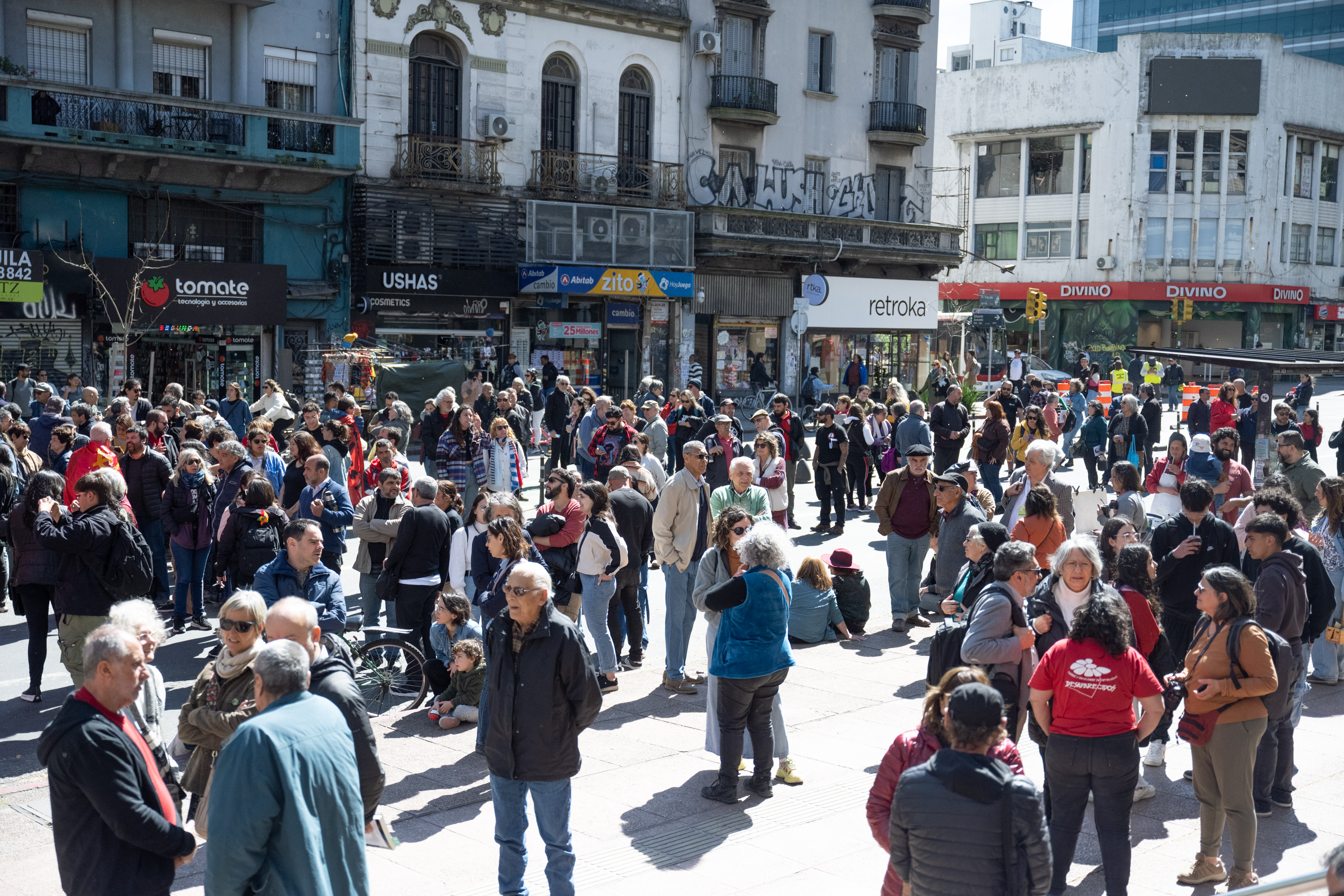
Concentración de personas sobre Av. 18 de Julio frente al edificio central de la Universidad de la República en el homenaje y despedida a Luis Eduardo Arigón.

El 2 de octubre, se realizó el homenaje y despedida a Luis Eduardo Arigón Castel en el hall del edificio central de la Universidad de la República, organizado por Madres y Familiares de Uruguayos Detenidos Desaparecidos.